# Držovice
Držovice település Csehországban, a Prostějovi járásban. Držovice Smržice, Vrbátky és Prostějov településekkel határos. Lakosainak száma 1639 fő (2024. január 1.).

## Népesség
A település lakosságának változását az alábbi diagram mutatja:
| Lakosok száma | 702  | 822  | 1051 | 1429 | 1238 | 1249 | 1394 | 1425 | 1479 | 1639 |
|               | 1869 | 1890 | 1921 | 1950 | 1980 | 2001 | 2017 | 2019 | 2022 | 2024 |